# Złotogłowice
Złotogłowice (deutsch Groß Neundorf, 1945–1947 Złotopól) ist ein Ort in der Stadt- und Landgemeinde Nysa (Neisse) im Powiat Nyski der Woiwodschaft Opole (Oppeln) in Polen.

## Geographie
Das Straßendorf Złotogłowice liegt etwa vier Kilometer nordöstlich von Nysa und 52 Kilometer südwestlich von Opole in der Nizina Śląska (Schlesische Tiefebene). Westlich des Dorfes verläuft die Droga krajowa 46 und im Süden die Droga krajowa 41. Südöstlich verläuft in Ost-West-Richtung die Droga wojewódzka 406.
Nachbarorte von Złotogłowice sind im Westen Hanuszów (Hannsdorf), im Nordosten Prusinowice (Waltdorf), im Südosten Rusocin (Riemertsheide) und im Südwesten Nysa (Neiße).

## Geschichte

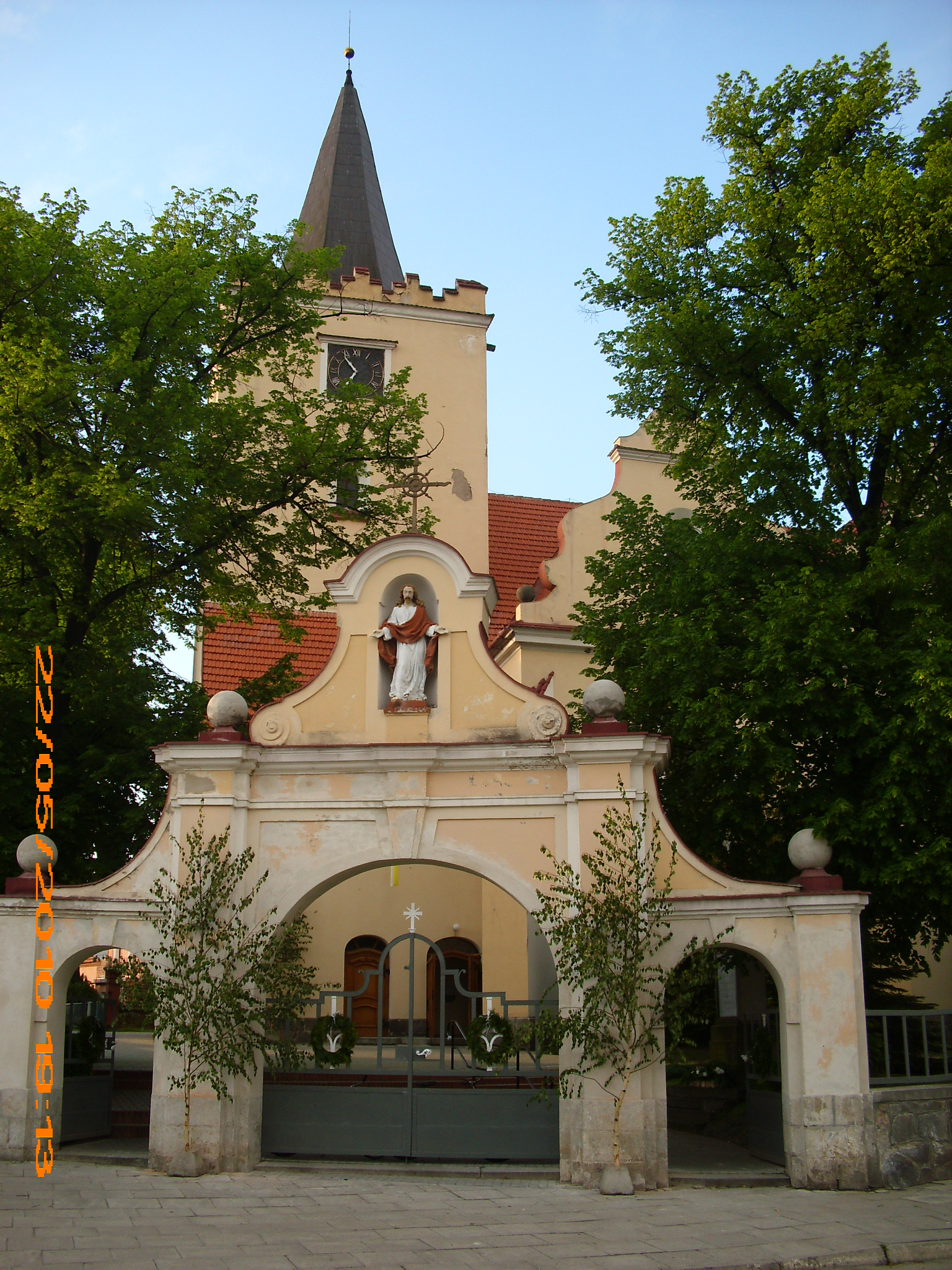
Kirche St. Katharina

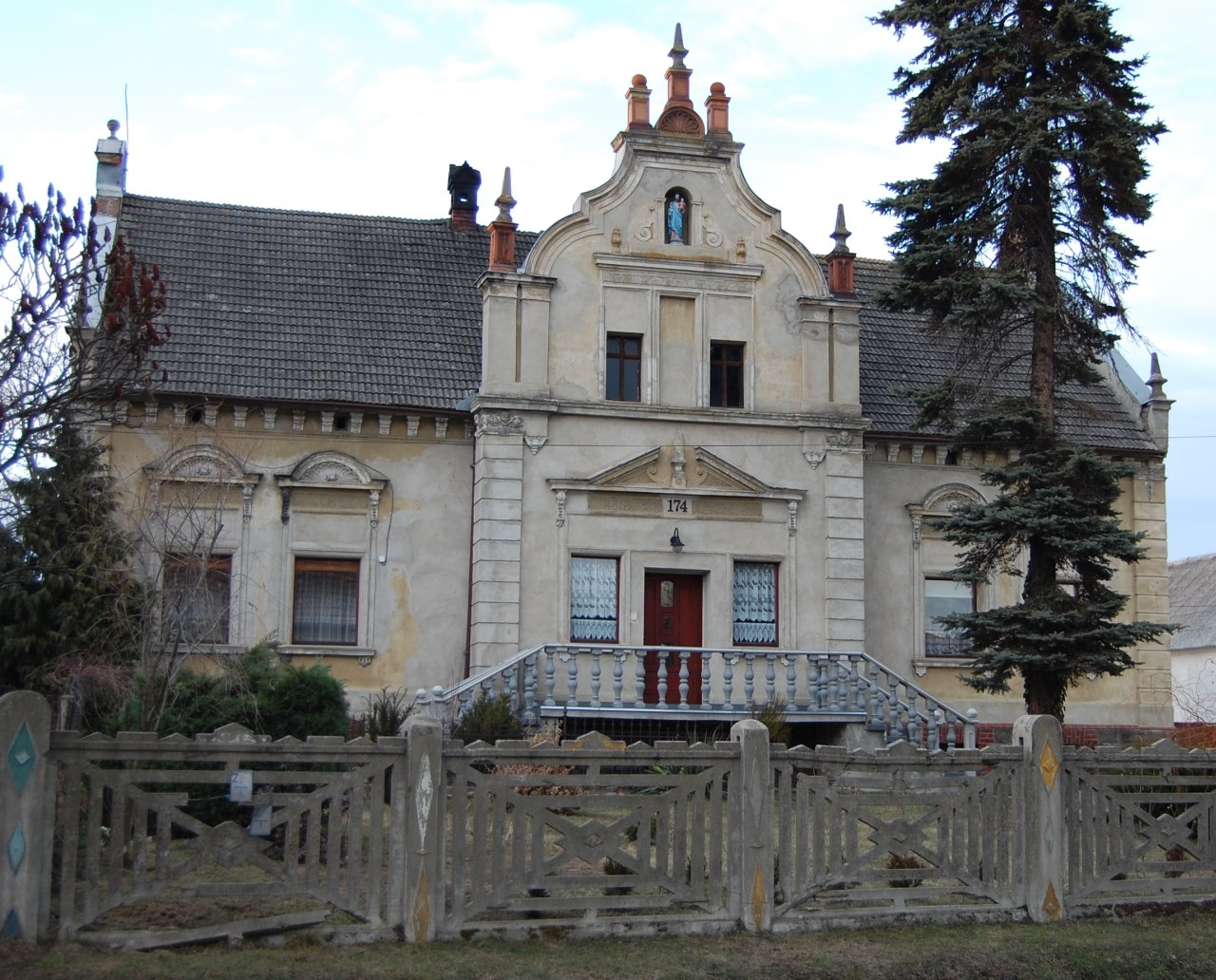
Gutshaus

Breslauer Zehntrregister Liber fundationis episcopatus Vratislaviensis aus den Jahren 1295–1305 wird der Ort erstmals als Jacobi villa erwähnt. 1309 Namensvariante Nova villa belegt. 1325 wird der Ort als Nowa villaerwähnt.
Nach dem Ersten Schlesischen Krieg 1742 fiel Groß Neundorf mit dem größten Teil Schlesiens an Preußen.
Nach der Neuorganisation der Provinz Schlesien gehörte die Landgemeinde Groß Neundorf ab 1816 zum Landkreis Neisse im Regierungsbezirk Oppeln. 1845 bestanden im Dorf eine Scholtisei, eine katholische Kirche, eine katholische Schule, eine Wallfahrtskapelle, drei Ziegeleien,  und 184 weitere Häuser. Im gleichen Jahr lebten in Groß Neundorf 1152 Menschen, davon einer evangelisch. 1855 lebten 1180 Menschen im Ort. 1874 wurde der Amtsbezirk Groß Neundorf gegründet, welcher aus den Landgemeinden Groß Neundorf, Hannsdorf und Weitzenberg bestand. 1885 zählte Groß Neundorf 1522 Einwohner.
1933 lebten in Groß Neundorf 1571 sowie 1939 1617 Menschen. Bis 1945 befand sich der Ort im Landkreis Neisse.
1945 kam der Ort unter polnische Verwaltung und wurde zunächst in Złotopól umbenannt, die Bevölkerung wurde vertrieben. 1947 wurde der Ort in Złotogłowice umbenannt. 1950 kam Złotogłowice zur Woiwodschaft Oppeln. 1999 kam der Ort zum wiedergegründeten Powiat Nyski. 2017 eröffnete südlich des Dorfes die als Droga krajowa 41 geführte Umgehungsstraße für Neiße.

## Sehenswürdigkeiten
- Die römisch-katholische St.-Katharina-Kirche (poln. Kościół św. Katarzyny) bestand bereits im 14. Jahrhundert. 1904 wurde das gotische Kirchenschiff abgerissen und durch einen größeren Neubau ersetzt. Der Kirchturm blieb erhalten.[9] Das Kirchengebäude steht seit 1966 unter Denkmalschutz.[10]
- Römisch-katholische Gnadenkirche (poln. Kościół Matki Bożej Wspomożenia Wiernych)
- Sühnekreuz
- Wegekapelle mit Marienbildnis
- Gutshaus

## Vereine
- Freiwillige Feuerwehr OSP Złotogłowice
- Fußballverein LZS Złotogłowice

## Persönlichkeiten
- August Grötzner (1867–1932), deutscher Gewerkschafter und Politiker (SPD)